# 亚历山大·法图

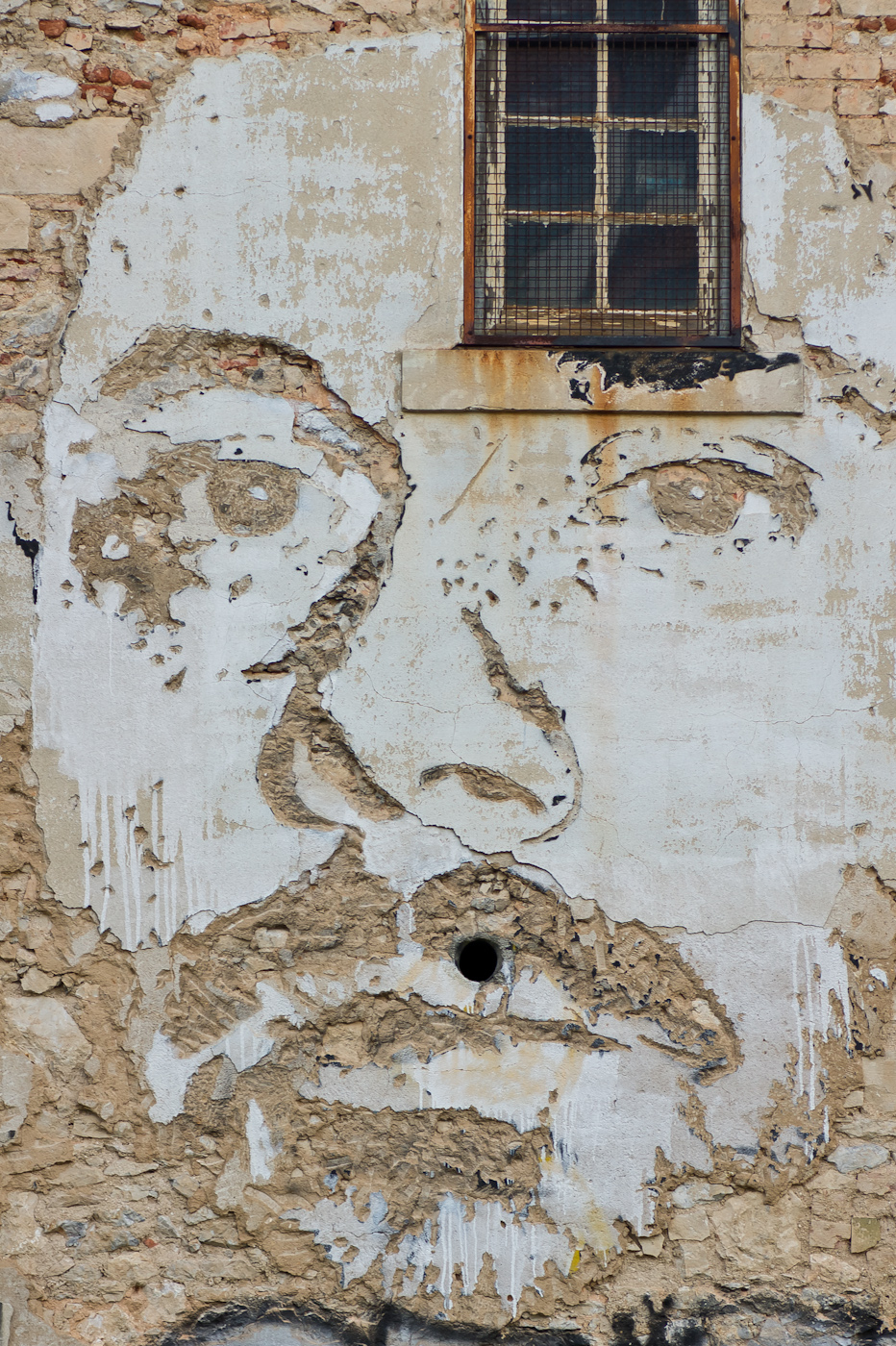
墙面作品：自画像

亚历山大·法图（法语：Alexandre Farto，1987年—），是一位葡萄牙畫家。他自2000年起以Vhils之名发表诗歌和创作。 

## 个人经历
亚历山大·法图，自称为Vhils，成长于葡萄牙里斯本郊区的Seixal。从13岁开始，他发现了涂鸦并且把它作为一种表达的工具。在学习2D和3D动画图形设计之后，他於2007年搬到伦敦，在中央聖馬丁藝術與設計學院学习艺术。2008年，他在伦敦的Cans Festival上获得国际认可，他的《Scratching the Surface》系列中的一个作品展示在著名的街头艺术家班克斯的作品旁边。随后，一张把两个人的作品都拍进来的照片出现在《时代》杂志里。
他目前和伦敦的Lazarides画廊、里斯本的Vera Côrtes媒體和巴黎與上海的独立画廊唐妮诗画廊合作。他的第一个个展于2009年在Lazarides画廊举办。自那以后，他在世界各地旅行和办展，从上海到美国费城，从巴黎获取创作的文化灵感。

## 艺术作品
他的研究阶段深受班克斯的影响，这加深他的思考，并反映在街头艺术的概念上。 
墙壁是他首选的介质。在1974年的《Révolution des Œillets》之后，在葡萄牙的各个城市被毁掉的墙成为了城市变革的见证者。每面墙讲述一个地方的故事。随着消费社会的变革，这些墙壁上布满了海报、广告和涂鸦，然后再次被涂鸦和新的海报覆盖，循环往复。 Vhils想要改变墙的历史，尤其是对那些被遗弃的墙面。不同于不断地在墙面增加东西，他决定使用“去除和揭示”的方式来表现。通过他“浮于表面”的创作，Vhils在城市的墙面凿出匿名的人物肖像画，并为这些被遗弃和忽视的墙重新赋予价值。 
当今，Vhils仍然在试图让他的想法和灵感走得更远，像许多艺术家所做的那样，如Gordon MATTA-Clark、katherina Grosse、JR. Conor Harrington、Word 2 Mother、NeckFace、Faile、Blu、Gaia,、Barry McGee，甚至Os Gêmeos。

### 创作方式
在做雕塑之前，他先描绘出肖像。在凿子、电钻和其他器具的帮助下，Vhils开始在墙面上刮擦，依次去除不同层次的的表面。对Vhils来说，这种方法可能看起来残酷和暴力，而成果却是诗意而富有表现力的。一点一点地凿动，肖像逐渐显示出来。各个肖像呈现出不同的面部表情和情感，表现人们如何感觉这个城市。阴影的有戏和反射的光线映衬出这些面孔。通过他的工作，Vhils给墙一个身份。他的作品展示城市与其居民之间的密切关系，就像城市如何改造居民，居然也同时雕作他们居住的城市。

### 技巧
他的创作不仅限于墙壁。Vhils已经在探索及试验其他的技术和其他媒介，如酸、爆炸物、印刷物等，把肖像雕刻在一块聚苯乙烯泡沫塑料，或甚至是城市里回收的拼贴广告的海报上。他所有的作品有一个共同点，即表现城市和其居民之间的相互影响。

## 艺术生涯

### 学习
2007年和2008年之间，他曾在伦敦艺术大学以及中央圣马丁学院、Byam Shaw Fine Art Skills and Practices学习。

### 个人展览
- 2017
  - VHILS X 北京中央美术学院博物馆，中央美术学院美博物馆，中国北京[1]
- 2014
  - Vestiges, 唐妮诗画廊，巴黎[2]
- 2013
  - Fragmentos，克拉克艺术中心， 里约热内卢, 巴西
  - Dissolve，Skalitzers画廊， 悉尼，澳大利亚

- 2012
  - Devoid, Lazarides画廊，英国伦敦
  - Entropy, 唐妮诗画廊，巴黎，法国
  - Diorama，Vera Cortês艺术机构，葡萄牙里斯本
  - 内脏, 唐妮诗画廊，中国上海

- 2011
  - Detritos，Presença画廊, 波尔图,葡萄牙

- 2009
  - Scratching，Lazarides画廊，伦敦，英国

- 2008
  - Even If You Win the Rat Race, You're Still a Rat, Vera Cortês技术机构，葡萄牙里斯本

## 圖冊

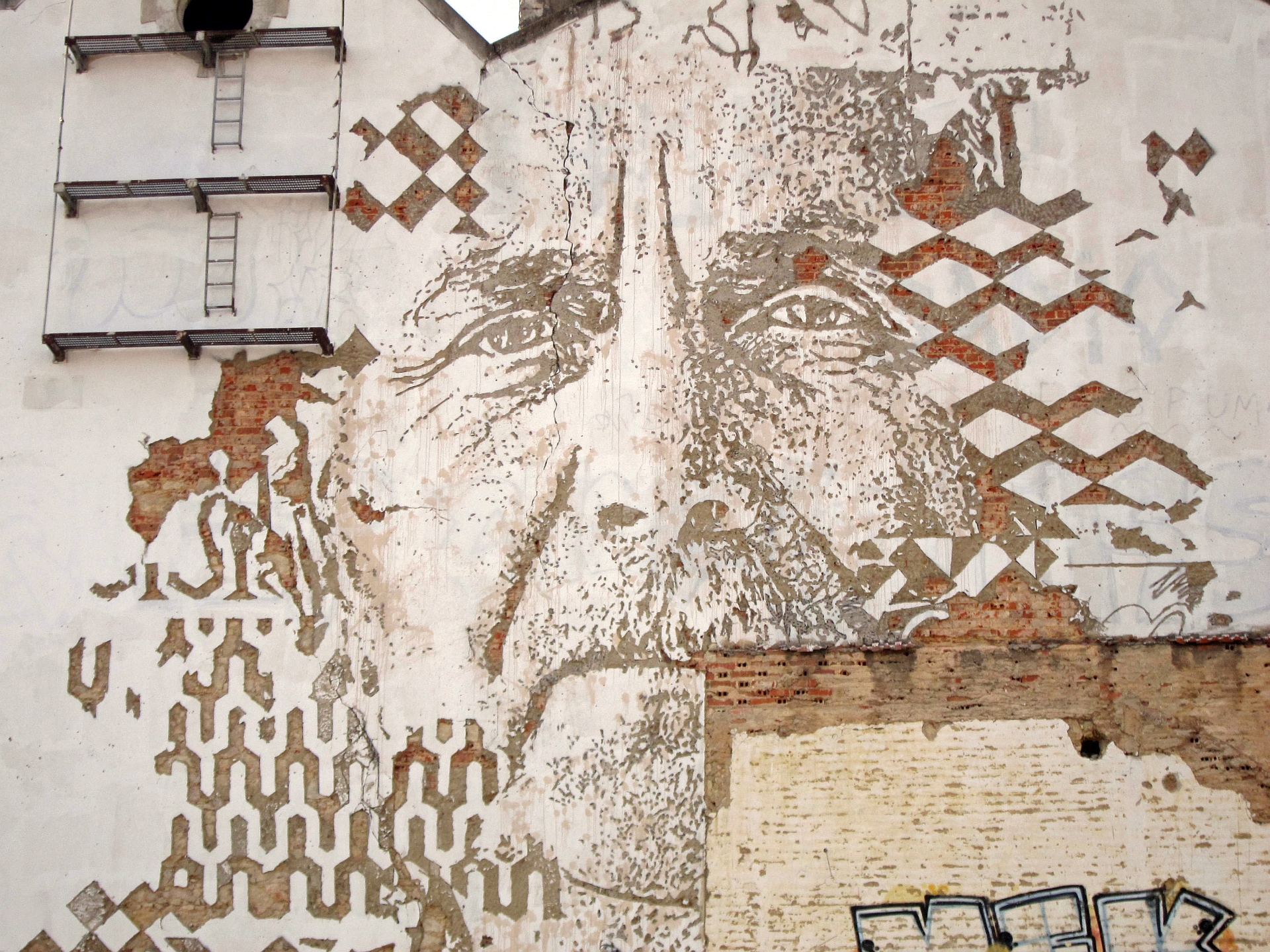
Vhils-Sified墙
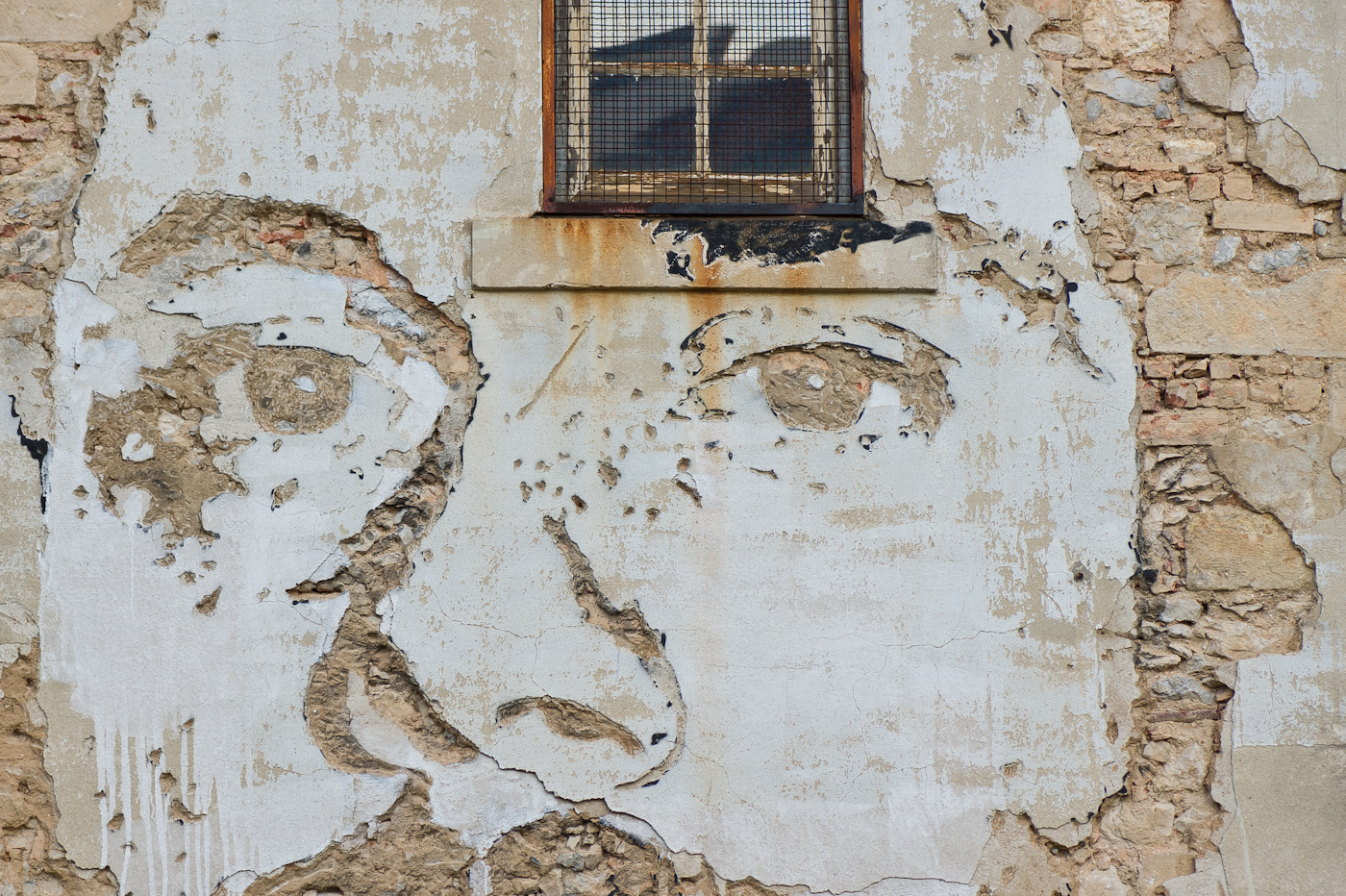
Vhils-墙面作品之一
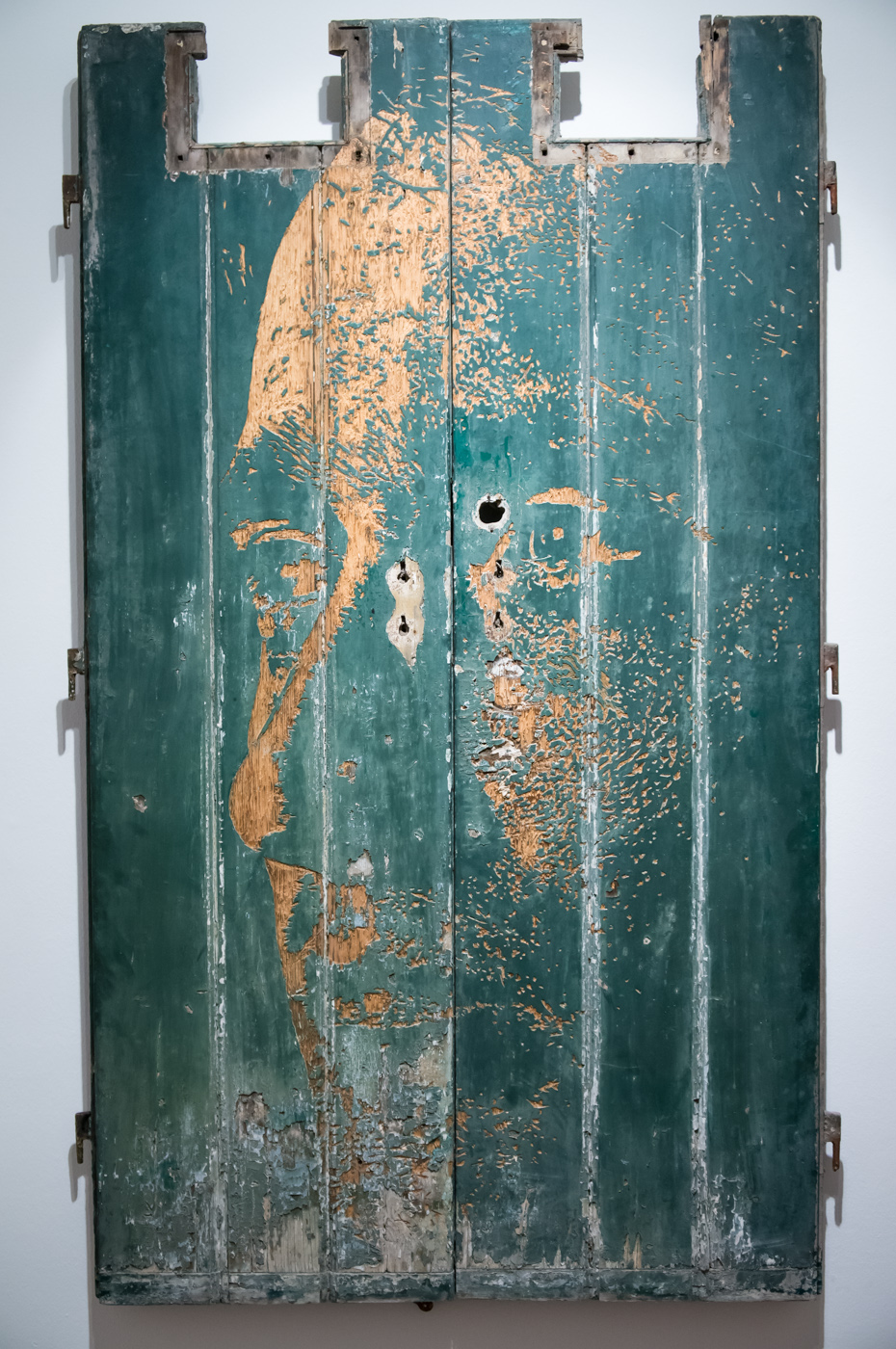
Vhils-“立体模型”
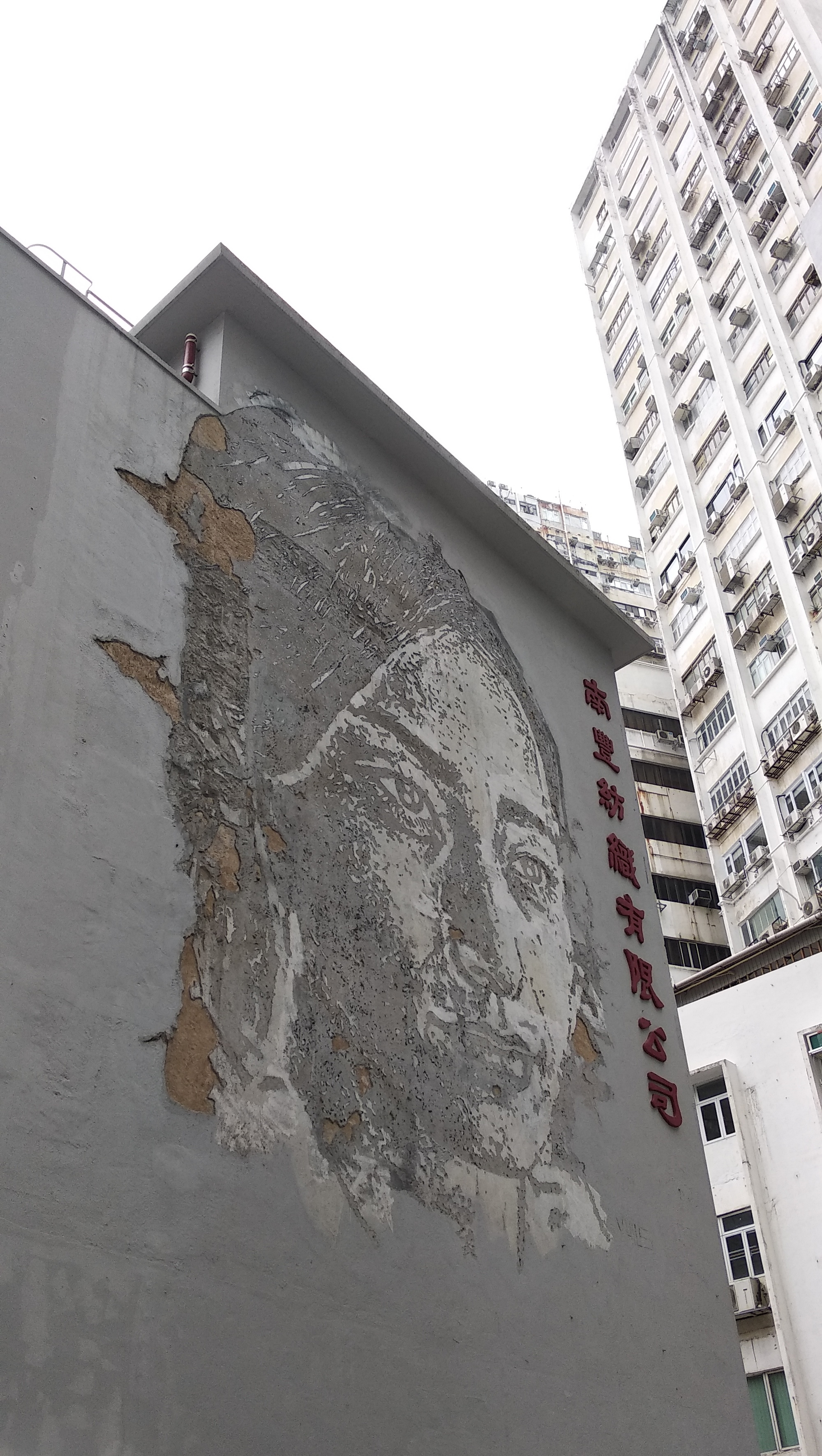
南豐紗廠入口的「無名英雄」巨幅肖像畫，也是Vhils的作品